# مقررات متحدالشکل اعتبارات اسنادی
مقررات متحدالشکل اعتبارات اسنادی یا یوسی‌پی (UCP سرنام Uniform Customs and Practice for Documentary Credits) قوانین و مقرراتی یگانه و همسان هستند که توسط اتاق بازرگانی بین‌المللی ICC و برای یکپارچه‌سازی در روند تهیه اعتبارات اسنادی تهیه می‌گردد و هم‌اکنون در بیش از ۱۷۵ کشور دنیا استفاده می‌گردد.
اعتبارات اسنادی یکی از شیوه‌های پرداخت پول به فروشنده خارجی با میانجی‌گری بانک‌های دو طرف (خریدار و فروشنده) در دو کشور بوده و از مزایای آن این است که هیچ‌کدام از دو طرف دادوستد ریسکی را متحمل نخواهند شد.
در سال ۱۹۳۳ و طی نشست اتاق بازرگانی بین‌الملل، اعضای آن استاندارد گردیده و بنا شد که هر ده سال آن را با شرایط تازه اقتصادی، هماهنگ نمایند.
مهمترین آن یوسی‌پی۵۰۰ از سال ۱۹۹۴ مورد اجرا قرار گرفت و از سال ۲۰۰۳ مطالعات و بررسی‌هایی برای اصلاح و تجدید نظر در آن با حضور ۴۱ عضو از بیست وشش کشور به صورت چند پیش‌نویس تهیه گردید. سرانجام این جریانات به تصویب یوسی‌پی۶۰۰ منتهی گردید، که از ۱ ژوئیه ۲۰۰۷ برابر با ۱۰ تیر ماه ۱۳۸۶ به اجرا گذاشته شد.
در این اتاق، کشور ایران نیز دارای یک کمیته می‌باشد.